# Cavernozetes latus
Cavernozetes latus är en kvalsterart som beskrevs av Sandór Mahunka 1988. Cavernozetes latus ingår i släktet Cavernozetes och familjen Microzetidae. Inga underarter finns listade i Catalogue of Life.